# Théorie des obligationes
L'obligatio (pluriel obligationes; ou discussion de obligationibus) étaient un format de discussion médiévale (disputatio) extrêmement codifiée et courante aux XIIIe et XIVe siècles. Malgré leur nom, ils n'avaient rien à voir avec l'éthique ou la morale mais plutôt avec des jeux de formalisme logique, limités dans le temps. Le nom vient du fait que les participants étaient "obligés" de suivre les règles.   
En règle générale, il y avait deux parties, un opposant (opponens) et un répondant (respondens). Au début d'un débat, les deux parties étaient d'accord sur une proposition et une posture (positum), généralement une fausse déclaration. La tâche de l'opposant était d'essayer de forcer le répondant dans ses contradictions, par exemple en posant des questions. La tâche du répondant était de répondre rationnellement aux questions de l'opposant, en supposant la vérité du positum et sans se contredire. Une proposition était soit acceptée, soit rejetée, soit qualifiée impertinens, auquel cas le répondant pouvait la concéder, la rejeter ou la laisser douteuse.  
Plusieurs styles d'obligationes ont été relevés dans la littérature médiévale, le plus largement étudié étant appelé positio. Ces discussions ressemblent aux théories récentes du raisonnement contrefactuel et on pourrait considere qu'elles précédent la pratique moderne de la défense de thèse universitaire. Les obligationes ressemble également à une version stylisée et très formalisée des dialogues socratiques ou d'une situation dialectique aristotélicienne avec un répondeur et un questionneur . Elles précèdent d'autres types de discussions logiques modernes tels que les jeux de Lorenzen, les jeux de Hintikka et la sémantique des jeux. 
Guillaume d'Ockham a déclaré que les obligationes : 
 ... consistent en ceci qu'au début, une proposition doit être posée, puis des propositions doivent être ajoutées comme il plaira à l'opposant, et à celles-ci le répondant doit répondre en accordant ou en niant ou en doutant ou en distinguant. Lorsque ces réponses sont données, l'opposant, quand cela lui plaît, doit dire: «le temps est fini». C'est-à-dire que le temps de l'obligation est terminé. Et puis on voit si le répondant a bien répondu ou non. 

## Lectures complémentaires
- Corazzon, Raul.  Writings of E. J. Ashworth on the History of Logic. Third Part: Articles from 1989 to 1996 in History of Logic from Aristotle to Gödel.
- Lardet Pierre. Énonciation et redistribution des savoirs à la Renaissance. In: Histoire Épistémologie Langage, tome 8, fascicule 2, 1986. Histoire des conceptions de l'énonciation, sous la direction de Simone Delesalle. pp. 81-104. DOI : https://doi.org/10.3406/hel.1986.2225
- (en) Catarina Dutilh Novaes, Formalizing Medieval Logical Theories : Suppositio, Consequentiae and Obligationes, Heidelberg/Boulder, Springer Science & Business Media, 2007 (ISBN 978-1-4020-5853-0, lire en ligne)
- Novaes, C.Dutilh et SL Uckelman (2016). «Obligationes», dans C. Dutilh Novaes et S. Read (éd.), Cambridge Companion to Medieval Logic (2016). Cambridge University Press.   (ISBN 9781107449862) pp. 370-95.